# West Indies Cricket Team in England in der Saison 1928
Die Tour des West Indies Cricket Teams nach England in der Saison 1928 fand vom 23. Juni bis zum 14. August 1928 statt. Die internationale Cricket-Tour war Bestandteil der Internationalen Cricket-Saison 1928 und umfasste fünf Tests. England gewann die Serie 3–0.

## Vorgeschichte
Für beide Mannschaften war es die erste Tour der Saison. Es war das erste Aufeinandertreffen bei einer Tour zwischen den beiden Mannschaften.

## Stadien
Die folgenden Stadien wurden für die Tour als Austragungsort vorgesehen.
| Stadion                     | Stadt      | Kapazität | Spiele  |
| --------------------------- | ---------- | --------- | ------- |
| The Oval                    | London     | 23.500    | 3. Test |
| Lord’s Cricket Ground       | London     | 30.000    | 1. Test |
| Old Trafford Cricket Ground | Manchester | 19.000    | 2. Test |

## Kaderlisten
Die Mannschaften benannten die folgenden Kader.
| Test | Test |
| England | West Indies |
| --- | --- |
| - Percy Chapman (K) - George Duckworth (wk) - Harry Elliott (wk) - Tich Freeman - Charlie Hallows - Wally Hammond - Patsy Hendren - Jack Hobbs - Douglas Jardine - Vallance Jupp - Harold Larwood - Maurice Leyland - Harry Smith (wk) - Herbert Sutcliffe - Maurice Tate - Ernest Tyldesley - Jack White | - Karl Nunes (K, wk) - Barto Bartlett - Snuffy Browne - George Challenor - Baron Constantine - Maurice Fernandes - George Francis - Herman Griffith - Teddy Hoad - Freddie Martin - Clifford Roach - Tommy Scott - Joe Small - Wilton St Hill - Vibart Wight |

## Tests

### Erster Test in London
| 23. – 25. Juni Scorecard | London (Lord’s) | England 401 (125.4)                           | – | West Indies 177 (83.3) & 166 (73.1) (f/o) |
|                          |                 | England gewinnt mit einem Innings und 58 Runs |   |                                           |

England gewann den Münzwurf und entschied sich als Schlagmannschaft zu beginnen.

### Zweiter Test in Manchester
| 21. – 24. Juli Scorecard | Manchester | West Indies 206 (105.4) & 115 (47.3)          | – | England 351 (107.2) |
|                          |            | England gewinnt mit einem Innings und 30 Runs |   |                     |

Die West Indies gewannen den Münzwurf und entschieden sich als Schlagmannschaft zu beginnen.

### Dritter Test in London
| 11. – 14. August Scorecard | London (Oval) | West Indies 238 (80) & 129 (52.4)             | – | England 438 (103.5) |
|                            |               | England gewinnt mit einem Innings und 71 Runs |   |                     |

Die West Indies gewannen den Münzwurf und entschieden sich als Schlagmannschaft zu beginnen.